# روكاسيكا
روكاسيكا هي مدينة وبلدة في مقاطعة فروزينوني في منطقة لاتسيو بوسط إيطاليا. هي أيضا مسقط رأس توماس الأكويني.

## تاريخ
يرتبط تاريخ روكاسيكا ارتباطًا وثيقًا بموقعها الاستراتيجي، «جرجير جاف» بجانب مدخلين ضيقين من المنحدرات التي تتيح الوصول إلى فيلا دي كومينو أسفل منحدرات مونتي اسبرانو، التي يبلغ ارتفاعها 553 متر (1,814 قدم) موقعًا طبيعيًا للتحكم في منطقة فيلا ديل ليري الكبيرة والواسعه. تشهد بقايا السور المحيط القديم على وجود حصن قديم حول الموقع. كانت روكاسيكا بمثابة محطة عبور للجيوش الرومانية القديمة والجيوش الغازية التي تعبر نهر ملفا، والتي تمتد عبر ثلاثة جسور قديمة هناك، ولا تزال بقاياها موجودة. ومع ذلك، فإن مجتمع القرون الوسطى بدأ حقًا في أوائل العصور الوسطى.
من الشائع أن نتذكر أن القديس توما الأكويني ولد في روكاسيكا عام 1225، في قلعة والده لاندولف، كونت أكينو، والتي كانت هيكلًا دفاعيًا مهمًا أقامه مانسو، أبوت مونتي كاسينو عام 994 كجزء من الدفاعات الخارجية. من الدير، على بعد بضعة كيلومترات. عهد رئيس الدير بالجرجير المحصنة إلى فرع جانبي من كونت التابعه ل اقونو، التي يقع مقرها الأساسي في اقونو على بعد 8 كيلومتر (5 ميل) . من الجنوب؛ احتفظوا في عهدتهم بالتحصين من خلال معارك عديدة على مر القرون.
بعد منتصف القرن السادس عشر، نزل بعض السكان إلى الوادي لإقامة مساكن دائمة هناك، مما أدى إلى ظهور فرازيوني روكاسيكا سنترو وكاستيلو وكابريل. في القرون التي تلت ذلك، مرت جرجير روكاسيكا بين ملوك نابولي الأنجفين أو الأراغون، في نزاع متقطع مع الولايات البابوية، من أجل السلطة على فالي ديل ليري. في عام 1583 حصلت روكاسيكا اخيرا على الامان، عندما باعت كونتات أكينو الحقوق إلى جياكومو بونكومباني، دوق سورا، الابن غير الشرعي للبابا غريغوري الثالث عشر (ولد أوغو بونكومباني)، الذي جعلها لأول مرة إقطاعية بابوية. في القرن السابع عشر، سقطت روكاسيكا مع ما تبقى من جنوب إيطاليا تحت سيطرة هابسبورغ الإسبانية. في القرن الثامن عشر، أدى الجفاف والأمراض والضغوط المالية المفرطة إلى انخفاض كبير في عدد السكان. في القرن التاسع عشر، تبددت وعود نابليون الوهمية بالحرية في كاربوناريا.
بعد توحيد إيطاليا في عام 1860 ووصول خط سكة الحديد إلى أفيتسانو عام 1902 والذي ربط روكاسيكا بالعالم الخارجي، أصبحت الهجرة إلى الشمال الصناعي والخارج أكثر عملية. لكن الحياة الزراعية في روكاسيكا ظلت دون انقطاع حتى الحرب العالمية الثانية. كانت الحرب حلقة مأساوية: تم اختيار روكاسيكا، بسبب محطتها للسكك الحديدية وجسر السكك الحديدية عبر ملفا، كمقر لفيلق الدبابات الرابع عشر الألماني بقيادة الجنرال فريدولين فون سنجر وإيتيرلين، نتيجة لقصف الحلفاء المتكرر، والذي كان كثيفًا. ألحق الضرر بسكان الكوميون وبلغ ذروته في هجوم شرس على محطة السكة الحديد.
في فترة ما بعد الحرب، جلبت إعادة الإعمار بعض الصناعات لأول مرة وإعادة تطوير حديثة في المنطقة المدمرة حول محطة السكة الحديد التي تم ترميمها.
تم تكريم الذكرى المئوية السابعة لوفاة القديس توما الأكويني بزيارة القديس بولس السادس في 14 سبتمبر 1974.

## روابط خارجية
- الموقع الرسمي